# Brzeźno Lęborskie (gromada)
Brzeźno Lęborskie – dawna gromada, czyli najmniejsza jednostka podziału terytorialnego Polskiej Rzeczypospolitej Ludowej w latach 1954–1972.
Gromady, z gromadzkimi radami narodowymi (GRN) jako organami władzy najniższego stopnia na wsi, funkcjonowały od reformy reorganizującej administrację wiejską przeprowadzonej jesienią 1954 do momentu ich zniesienia z dniem 1 stycznia 1973, tym samym wypierając organizację gminną w latach 1954–1972.
Gromadę Brzeźno Lęborskie z siedzibą GRN w Brzeźnie Lęborskim utworzono – jako jedną z 8759 gromad na obszarze Polski – w powiecie lęborskim w woj. gdańskim na mocy uchwały nr 20/III/54 WRN w Gdańsku z dnia 5 października 1954. W skład jednostki weszły obszary dotychczasowych gromad Chrzanowo, Pużyce, Świchowo, Wysokie i Brzeźno Lęborskie ze zniesionej gminy Łęczyce oraz obszar dotychczasowej gromady Salino ze zniesionej gminy Gniewino w tymże powiecie. Dla gromady ustalono 11 członków gromadzkiej rady narodowej.
31 grudnia 1959 z gromady Brzeźno Lęborskie wyłączono miejscowości Salino i Rechcinko, włączając je do gromady Gniewino w powiecie wejherowskim w tymże województwie.
Dzień później, 1 stycznia 1960, gromadę zniesiono, a jej pozostały obszar (miejscowości Brzeźno Lęborskie, Pużycki Młyn, Pużyce, Świchowo, Wódka, Dąbrowa Brzezińska, Żurawiec, Zolnica i Chrzanowo) włączono do gromady Łęczyce w powiecie lęborskim.